# Lötzbeuren
Lötzbeuren im Hunsrück ist eine Ortsgemeinde im Landkreis Bernkastel-Wittlich in Rheinland-Pfalz. Sie gehört der Verbandsgemeinde Traben-Trarbach an. In der Nähe von Lötzbeuren liegt der Flughafen Frankfurt-Hahn.

## Geschichte
Über die Geschichte Lötzbeurens im Mittelalter ist nur wenig gesichertes bekannt. Zwischen den pfälzischen und badischen Gemeinsherren der Grafschaft Sponheim war es bis ins 18. Jahrhundert umstritten, ob der Ort zur Hinteren oder zur Vorderen Grafschaft zu rechnen sei. 1332 war Lötzbeuren im Besitz der Vorderen Grafschaft, scheint aber 1417 an die Hintere Grafschaft übergegangen zu sein, allerdings versuchten die Landesherren der Vorderen Grafschaft immer wieder Rechte geltend zu machen, insbesondere Baden, das Lötzbeuren für die Vordere Grafschaft in Anspruch nahm und seit 1707 als badisches Eigentum betrachtete, ohne damit jedoch nachhaltigen Erfolg zu haben. 1776 verzichtete Baden endgültig zugunsten von Pfalz-Zweibrücken auf den Ort. Zugleich gab es aber auch mit Kurtrier Streit um die Landesherrschaft. Da die kurtrierischen Leibeigenen die überwiegende Mehrheit der Bevölkerung stellten, rechnete Trier das Dorf zu seinem Besitz. Daneben gab es noch weitere Besitzansprüche durch andere Herren, so dass die Lage recht verwickelt blieb. Aus dem Jahr 1673 etwa ist bekannt, dass in Lötzbeuren 36 Untertanen lebten, davon waren 16 trierisch, 7 sponheimisch, 4 pfalz-simmerisch, 4 rheingräflich, 4 obersteinisch und 1 schmidtburgisch. Bemerkenswerterweise waren aber nur zwei nicht lutherisch: Ein sponheimischer Bürger war katholisch, ein pfalz-simmerischer reformiert. Daraus ist zu ersehen, dass Pfalz-Birkenfeld, der einflussreichere der beiden hintersponheimischen Gemeinsherren, sich letztlich wenigstens in kirchlicher Hinsicht hatte durchsetzen können. Zwar ist nicht genau zu sagen, wann und wie die Reformation in Lötzbeuren eingeführt wurde, es wird aber wohl nicht lange nach 1557 gewesen sein, in welchem Jahr die Hintere Grafschaft Sponheim die Reformation empfing. Bis zum heutigen Tag ist Lötzbeuren so evangelisch geprägt.
Wegen der verwickelten Verhältnisse haben die Einwohner Lötzbeuren wohl als „freies Dorf“ verstanden, in dem kein Herr Rechte habe als die, welche er an seinen Leibeigenen ausüben könne. So wurde wohl auch kein Hochgerichtsherr anerkannt. Bei Vergehen hat man sich an die jeweilig zuständigen Gerichtsherren des betreffenden Leibeigenen wenden müssen. Von daher erst werden die Verse verständlich, mit denen Pfarrer Caspar Streccius, welcher 1632/33 im Streit aus Lötzbeuren fortging, um die Irmenacher Pfarrstelle anzutreten, die Gemeinde bedachte:
Hierauf nahm ich mir in den Sinn,
Zu Lützbeurn forth zu bleiben imm’,
Denn sehr ein ruchlos Volk es ist,
Lässt sich regir’n zu keiner Frist.
Sind vielerley Herrschaft unterthon,
Von keinem sich wollen regiren lohn.
Die heutige Kirche stammt aus dem Jahr 1718. In ihrem Innern befinden sich zahlreiche Gemälde, die zum Teil erst in den 1950er Jahren wiederentdeckt wurden. Außerdem beherbergt die Kirche eine einmanualige Stumm-Orgel aus dem Jahr 1745.
Als die Hintere Grafschaft Sponheim 1776 geteilt wurde, kam auch Lötzbeuren mit dem gesamten Oberamt Trarbach an Pfalz-Zweibrücken-Birkenfeld. In den Nachfolgekriegen der Französischen Revolution endete die Geschichte der Grafschaft. Das Gebiet kam 1815 in preußischen Besitz und Lötzbeuren wurde der Bürgermeisterei Sohren im neuen Kreis Zell zugeordnet. Seit 1946 ist der Ort Teil des damals neu gebildeten Landes Rheinland-Pfalz. 1969 gehörte Lötzbeuren dann kurz zum Rhein-Hunsrück-Kreis, bis es 1970 auf eigenen Wunsch der Verbandsgemeinde Traben-Trarbach im Landkreis Bernkastel-Wittlich angegliedert wurde.

## Politik

### Gemeinderat
Der Gemeinderat in Lötzbeuren besteht aus acht Ratsmitgliedern, die bei der Kommunalwahl am 9. Juni 2024 in einer Mehrheitswahl gewählt wurden, und dem ehrenamtlichen Ortsbürgermeister als Vorsitzendem. Bis 2014 gehörten dem Gemeinderat zwölf Ratsmitglieder an.

### Bürgermeister
Thomas Barth ist Ortsbürgermeister von Lötzbeuren. Bei der Direktwahl am 26. Mai 2019 wurde er mit einem Stimmenanteil von 89,18 % und am 9. Juni 2024 als einziger Bewerber mit 69,5 % für jeweils weitere fünf Jahre in seinem Amt bestätigt.

### Wappen
Die Blasonierung lautet: „Geteilt, oben in goldenem Feld ein blauer Pflug, unten in rotem Feld ein silberner Rost“.
Der Pflug weist hin auf die alte Tätigkeit der Dorfbewohner in der Landwirtschaft. Der Rost ist das Attribut des hl. Laurentius, des Kirchenpatrons der Pfarrgemeinde. Die Farben Rot und Silber nehmen Bezug auf die Hintere Grafschaft Sponheim, die Jahrhunderte mit dem Ort verbunden war. Entwurf: A. Friderichs, Zell/Mosel

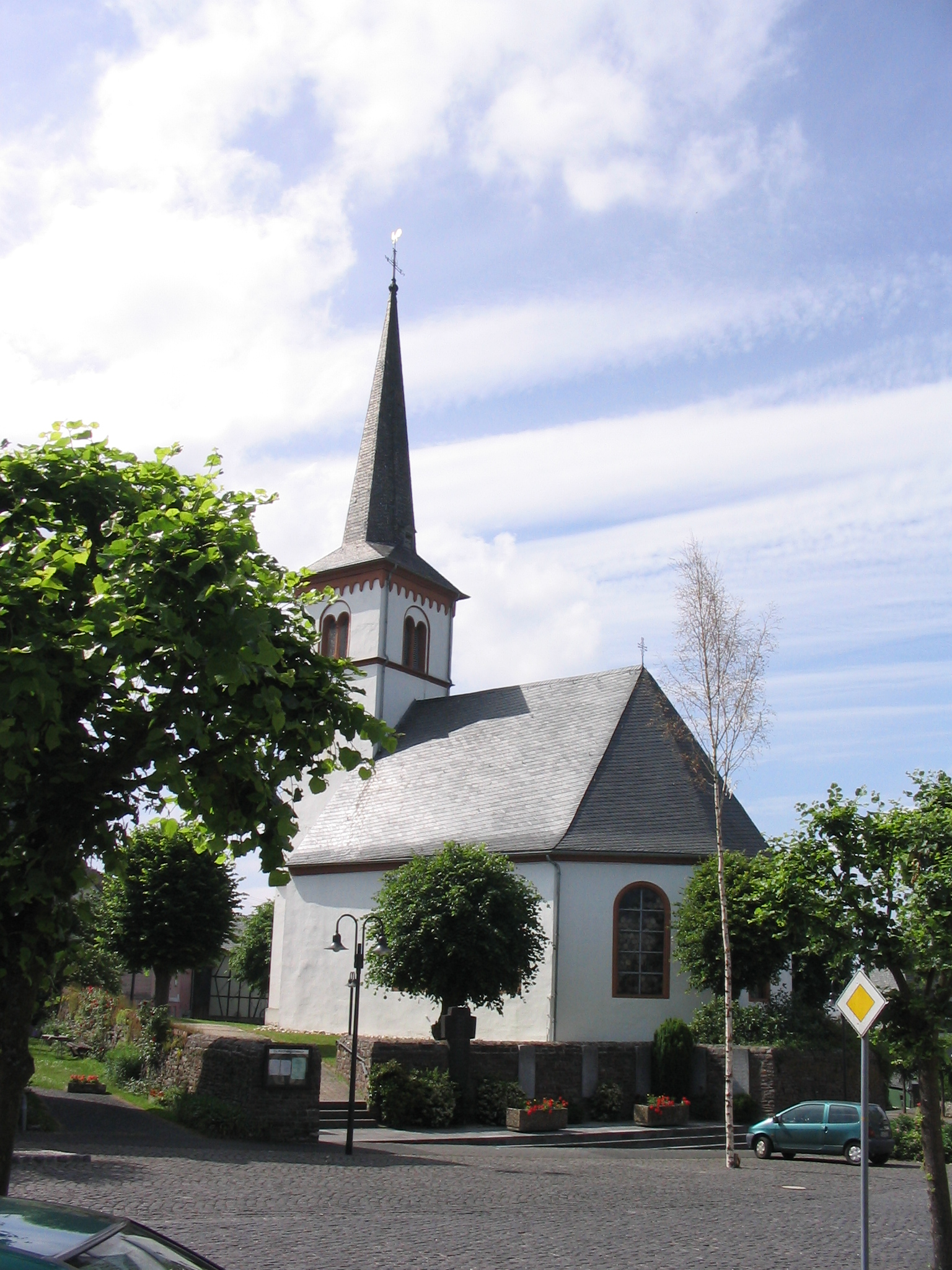
Evangelische Kirche in Lötzbeuren
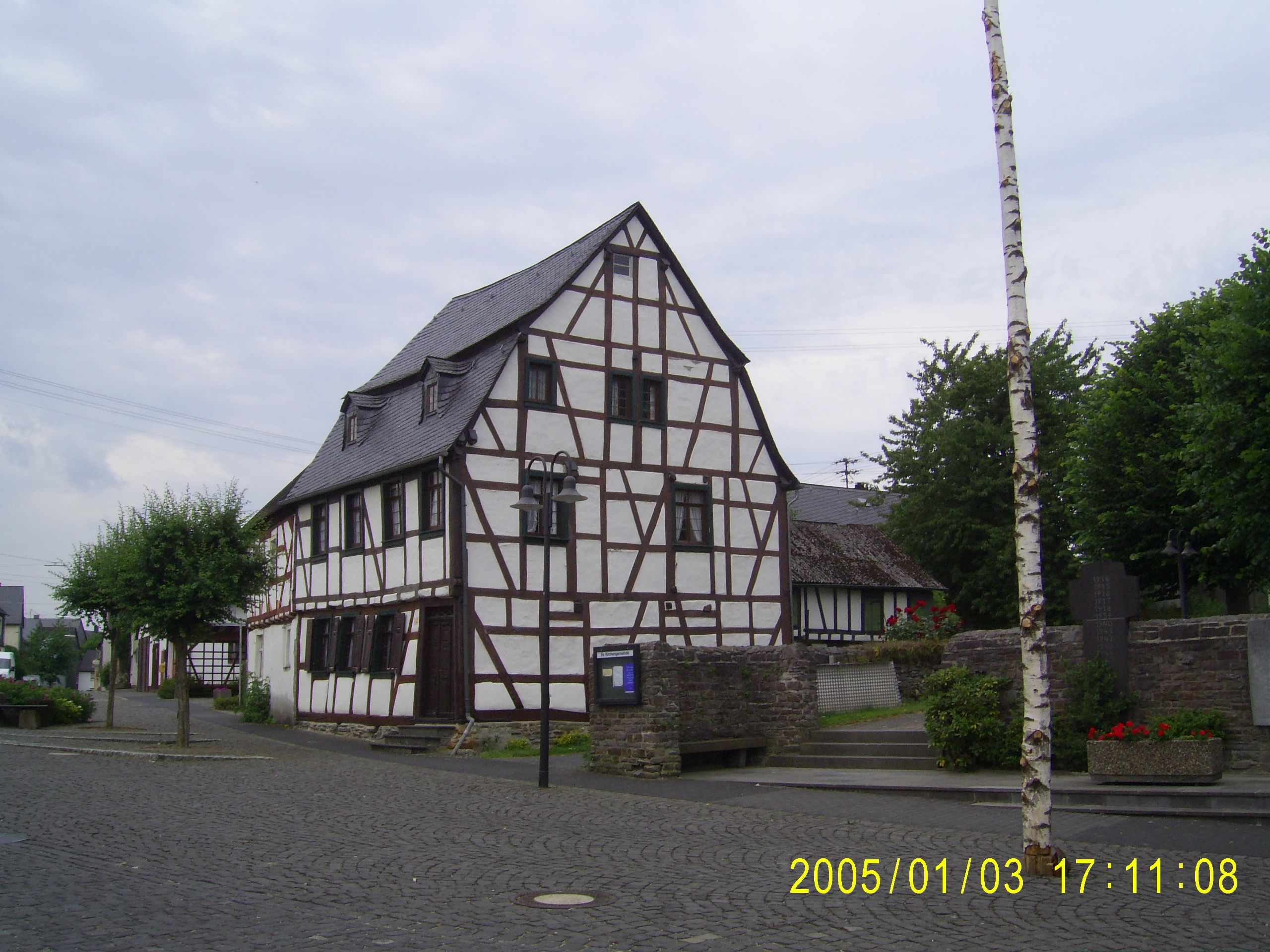
Fachwerkhaus im Dorfmittelpunkt

## Kirchen
Die Bewohner sind zu zwei Dritteln evangelisch und gehören zur Evangelischen Kirchengemeinde Irmenach-Lötzbeuren-Raversbeuren, die mit der Kirchengemeinde Enkirch-Starkenburg pfarramtlich verbunden ist, im Kirchenkreis Simmern-Trarbach. Pfarrsitz ist Enkirch.